# رناتو لاگی
رناتو لاگی (ایتالیایی: Renato Laghi؛ زادهٔ ۸ دسامبر ۱۹۴۴) دوچرخه‌سوار اهل ایتالیا است.